# Xavier McKinney
Xavier McKinney (Roswell, Georgia, 9 de agosto de 1999) es un jugador profesional estadounidense de fútbol americano que se desempeña en la posición de safety en Green Bay Packers, equipo de la National Football League (NFL).

## Carrera
Fue seleccionado en la segunda ronda en la Reunión Anual de Selección de Jugadores de la NFL de 2020. Hizo su debut profesional con el equipo New York Giants, donde jugó cuatro temporadas, en 2024 pasó a Green Bay Packers.